# Universitatea din Parma
Universitatea din Parma (în italiană Università degli Studi di Parma, UNIPR) este una dintre cele mai vechi universități din lume, fondată în secolul al X-lea. Este structurată în nouă departamente. În anul 2016, Universitatea din Parma avea aproximativ 26.000 de studenți.

## Istorie
Această veche instituție de învățământ a fost fondată în anul 962 printr-un decret imperial al împăratului Otto I ca școală pentru notari („potestatem elegendi sive ordinandi sibi notaris”). Facultățile de drept și medicină au fost adăugate în secolul al XIII-lea. Ulterior, Gian Galeazzo Visconti, primul duce al Milanului, a închis această instituție de învățământ superior, în 1322. 
Redeschisă ca universitate în 1412 de către Niccolò III d'Este, în următoarele secole a fost de mai multe ori închisă și redeschisă. A fost extinsă după 1545, sub patronajul Casei ducale Farnese. Astfel, Ranuccio I Farnese, Duce de Parma a fondat colegiul universitar al nobililor, dotându-l în mod corespunzător. Între 1731 și 1748 Universitatea din Parma a fost din nou neglijată. Lucrurile s-au îmbunătățit în 1762 sub ducele Ferdinand I de Parma, când acesta a fondat o mare universitate de stat la Parma și a înzestrat-o cu bunuri confiscate de la Ordinul iezuiților. Viitorul părinte general iezuit, Luigi Fortis, a fost invitat să conducă Colegiul nobililor. Au fost adăugate noi domenii de studiu. Universitatea a cunoscut o fază de creștere rapidă, fiind înființate un observator astronomic, o grădină botanică și laboratoare de anatomie, chimie și fizică experimentală. În 1811, guvernul francez a considerat Universitatea din Parma o Academie a Imperiului, dar acest statut a fost pierdut trei ani mai târziu, odată cu căderea lui Napoleon și retragerea francezilor din Italia. 
Universitatea din Parma a fost închisă pentru studenții străini în 1831 și a decăzut. A fost apoi revigorată în timpul Mariei Louise, ducesă de Parma.
În prezent, Universitatea din Parma este o instituție de stat cu autonomie administrativă.

## Studenți, absolvenți și profesori notabili
- Francesco Accarigi (c. 1557 — 1622), profesor de drept civil[5]
- Marta Catellani, chimist[6]
- Flavio Delbono (n. 1959), economist și om politic[7]
- Giacomo Rizzolatti (n. 1937), neurolog[8]
- Vittorio Gallese (n. 1959), neurolog[9]
- Attilio Bertolucci (1911-2000), poet[10]
- Cesare Zavattini (1902-1989), scenarist[11]
- Giuseppe Mingione (n. 1972), matematician[12]
- Alberto Broggi (n. 1966), inginer[13]
- Macedonio Melloni (c. 1798 — 1854), fizician[14]
- Bernardino Ramazzini (c. 1633 — 1724), profesor de medicină, unul dintre fondatorii medicinei muncii
- Cesare Beccaria (c. 1738 — 1794), economist și criminologist

## Organizare

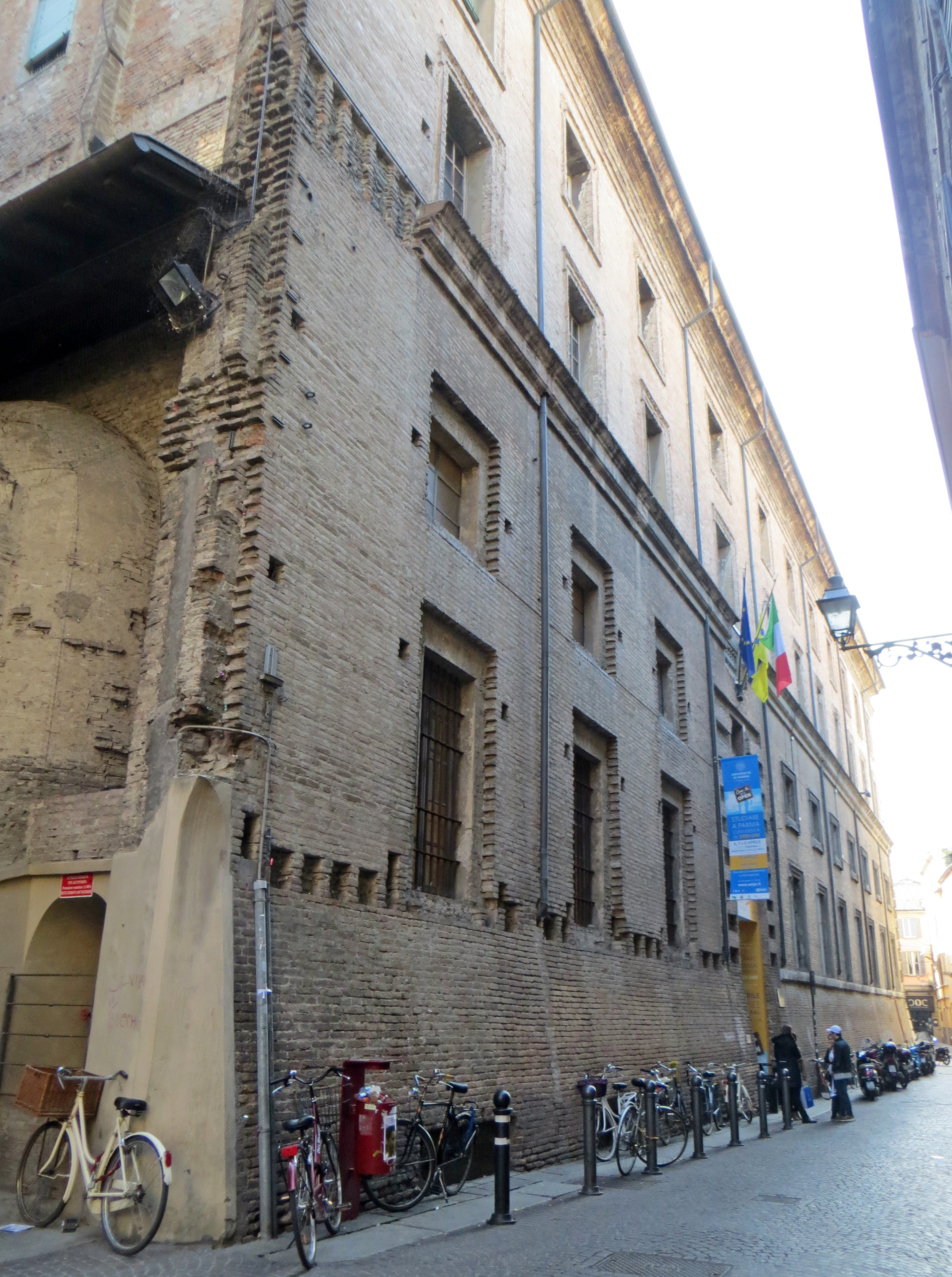
Palatul Universității din Parma (sediul central)

Universitatea din Parma este împărțită în prezent în 9 departamente:
- Departamentul de Chimie, Științe Biologice și Dezvoltare sustenabilă a mediului
- Departamentul de Științe Economice și Management
- Departamentul de Inginerie și Arhitectură
- Departamentul de Farmacie și Alimentație
- Departamentul de Științe Umaniste, Științe Sociale și Cultură
- Departamentul de Drept și Științe Politice
- Departamentul de Matematică, Fizică și Informatică
- Departamentul de Medicină și Chirurgie
- Departamentul de Medicină Veterinară

Anterior, universitatea era împărțită în 12 facultăți:
- Facultatea de Agricultură
- Facultatea de Architectură
- Facultatea de Arte și Filosofie
- Facultatea de Drept
- Facultatea de Științe Economice
- Facultatea de Inginerie
- Facultatea de Matematică, Fizică și Științe Naturale
- Facultatea de Medicină și Chirurgie
- Facultatea de Farmacie
- Facultatea de Științe Politice
- Facultatea de Psihologie
- Facultatea de Medicină Veterinară

În cadrul Departamentului de Inginerie și Arhitectură funcționează două laboratoare de cercetare: 
- Laboratorul de automatizări industriale
- IoT Lab